# Bitwa pod Himsem (1260)
I bitwa pod Himsem – bitwa pomiędzy siłami Ajjubidów a Ilchanidami, która miała miejsce 10 września 1260

## Ruchy wojsk przed bitwą
W grudniu 1260 roku wódz mongolski Hulagu-chan wysłał do Syrii wojsko w sile 6000 żołnierzy pod wodzą Bajdara. Na wieść o tym mamelucy stacjonujący w Aleppo podążyli na południe, do Hamy, gdzie poprosili o pomoc miejscowego księcia z rodu Ajjubidów, Al-Mansura Muhammada. Połączone siły mameluków z Aleppo i Hamy podążyły do Himsu, gdzie z kolei połączyły się z miejscowym garnizonem pod dowództwem Al-Aszrafa. Łącznie siły mameluków i Ajjubidów liczyły zaledwie 1400 ludzi, z Al-Aszrafem jako głównodowodzącym. Mongołowie tymczasem zajęli Aleppo i udali się za armią przeciwnika.

## Przebieg bitwy
Do bitwy doszło na północ od Himsu. Mongołowie ustawili się w sześciu minganach, jeden za drugim. Al-Aszraf rozmieścił swoje siły następująco: sam ustawił się w centrum, na lewym skrzydle stanęli mamelucy z Aleppo, na prawym żołnierze Al-Mansura z Hamy. Po rozpoznaniu sił Ajjubidów Mongołowie zrezygnowali z próby otoczenia słabszego liczebnie przeciwnika. Bitwę rozpoczął atak muzułmanów, którzy uderzyli z impetem. Poza tym Mongołowie zmuszeni byli walczyć pod słońce, co utrudniało im widoczność.
Ajjubidzi ostrzelali pierwszą linię Mongołów deszczem strzał, po czym szarżowali kopiami. W tym momencie Beduini uderzyli na tyły wroga, co wywołało zamęt w szeregach mongolskich. Większość Mongołów wraz z Bajdarem poległa, a ci, którzy przeżyli, zbiegli ku Aleppo.